# Cantaura
Cantaura è una città del Venezuela situata nello Stato di Anzoátegui e in particolare nel comune di Pedro María Freites.